# Jos Huysmans
Jos Huysmans (Beerzel, 18 de diciembre de 1941 - 10 de octubre de 2012) fue un ciclista belga profesional entre 1962 y 1977. Durante su carrera destacan las dos etapas ganadas al Tour de Francia y la Flecha Valona de 1969.

## Palmarés
- 1964
  - 1.º en el Tour norteño
  - 1.º en la Bruselas-Lieja
  - Vencedor de una etapa de los Cuatro Días de Dunkerque
  - Vencedor de una etapa de la Vuelta en Bélgica
- 1965
  - Vencedor de una etapa de la Vuelta a Suiza
- 1966 
  - Vencedor de una etapa de los Cuatro días de Dunkerque
- 1968
  - 1.º en el GP Briek Schotte
  - 1.º en el Campeonato de Flandes
  - 1.º en la Omloop Mandel-Leie-Schelde
  - Vencedor de una etapa del Tour de Francia
- 1969
  - Flecha Valona
  - 1.º en la Copa Sels
  - Vencedor de una etapa del Critèrium del Dauphiné Libéré
- 1972
  - Vencedor de una etapa del Tour de Francia
- 1973
  - 1.º en el Stadsprijs Geraardsbergen
- 1975
  - 1.º en el Campeonato de Flandes

### Resultados al Tour de Francia
- 1966. 16.º de la clasificación general
- 1967. 8.º de la clasificación general
- 1968. 32.º de la clasificación general. Vencedor de una etapa
- 1969. Abandona (16.ª etapa)
- 1970. 30.º de la clasificación general
- 1971. 28.º de la clasificación general
- 1972. 28.º de la clasificación general. Vencedor de una etapa
- 1974. 66.º de la clasificación general
- 1975. 59.º de la clasificación general
- 1977. 48.º de la clasificación general

### Resultados al Giro de Italia
- 1966. 17.º de la clasificación general
- 1970. 36.º de la clasificación general
- 1972. 25.º de la clasificación general
- 1973. 35.º de la clasificación general
- 1974. 45.º de la clasificación general

### Resultados a la Vuelta a España
- 1973. 37.º de la clasificación general